# Emiliano Olivero
Emiliano Olivero (n. Colón, Provincia de Buenos Aires, 27 de marzo de 1986) es un futbolista argentino. Actualmente se desempeña como arquero en Club Atlético Sportsman de la Liga de Arrecifes de fútbol.